# Sonohra
Sonohra este un duet muzical italian format din frații Luca și Diego Fainello.